# Петерс, Людо
Людо Петерс (нидерл. Ludo Peeters; род. 9 августа 1953, Хогстратен, провинция Антверпен, Бельгия) — бельгийский профессиональный шоссейный велогонщик в 1974-1990 годах.  

## Достижения
1974
1-й — Этап 10 Тур Польши
1975
2-й Гран-при Фурми
3-й Натионале Слёйтингспрейс
1976
1-й Circuit des bords flamands de l'Escaut
2-й Тур Нидерландов
1977
1-й Париж — Брюссель
1-й Circuit Mandel-Lys-Escaut — Генеральная классификация
1-й — Этап 1
1-й — Этап 4 Тур Нидерландов
1-й — Пролог Grand Prix du Midi libre
1-й — Этап 1 Tour de l'Aude
2-й Схелдепрейс
3-й Омлоп Хет Ниувсблад
1978
1-й Тур Люксембурга — Генеральная классификация
1-й Схал Селс
3-й Брабантсе Пейл
1979
1-й Париж — Брюссель
1-й Circuit Mandel-Lys-Escaut
1-й Дрёйвенкурс Оверейсе
1980
1-й Схелдепрейс
Тур де Франс
8-й  — Генеральная классификация
1-й — Комбинированная классификация
1-й — Этап 14
1-й — Этап 9 Тур Швейцарии
1-й — Этап 4b Тур Бельгии
2-й Джиро ди Романья — Генеральная классификация
2-й Grote Prijs Stad Zottegem
2-й Trofeo Baracchi
9-й Париж — Рубе
1981
1-й — Этап 2 Джиро ди Романья
1-й — Этап 7b Вуэльта Каталонии
3-й Grand Prix du Midi libre
1982
1-й Эшборн — Франкфурт
Тур де Франс
1-й — Этап 1
 Лидер в Генеральной классификации  после Этапа 1
1-й — Этапы 3 и 6 Вуэльта Каталонии
8-й Париж — Рубе
1983
1-й Эшборн — Франкфурт
1-й Гран-при Раймонда Импаниса
1-й Париж — Тур
1-й Три дня Западной Фландрии
1-й — Этап 4 Неделя Каталонии
1-й — Этап 2 Этуаль де Бессеж
1-й — Этапы 2 и 4 Вуэльта Каталонии
3-й Tour du Latium
6-й Супер Престиж Перно
1984
1-й Схелдепрейс
 Лидер в Генеральной классификации Тур де Франс после Этапа 1
2-й Джиро ди Ломбардия
3-й Омлоп Хет Ниувсблад
1985
1-й Париж — Тур
1-й Чемпионат Цюриха
1-й Тур Бельгии — Генеральная классификация
1-й — Этап 1
1-й — Этап 2 Tour de l'Aude
1986
1-й — Этап 7 Тур де Франс
5-й Париж — Рубе
1987
1-й Кюрне — Брюссель — Кюрне

### Гранд-туры
| Гранд-тур                 | 1975 | 1976 | 1977 | 1978 | 1979 | 1980 | 1981 | 1982 | 1983 | 1984 | 1985 | 1986 | 1987 | 1988 | 1989 |
| ------------------------- | ---- | ---- | ---- | ---- | ---- | ---- | ---- | ---- | ---- | ---- | ---- | ---- | ---- | ---- | ---- |
| Джиро д’Италия            | —    | —    | —    | —    | —    | —    | —    | —    | —    | —    | —    | —    | —    | —    | —    |
| Тур де Франс              | —    | —    | —    | —    | 36   | 8    | 59   | 34   | —    | 57   | 48   | 69   | 96   | 89   | 63   |
| (c 2010 ) Вуэльта Испании | 45   | —    | —    | —    | —    | —    | —    | —    | —    | —    | —    | —    | —    | —    | —    |

| —  | Не участвовал  |
| НФ | Не финишировал |